# Premios Ercilla
Los Premios Ercilla de teatro y tauromaquia son unos galardones que se entregan en España.

## Descripción
Los Premios Ercilla de Teatro y Toros se entregan desde el año 1984 a personas relevantes del ámbito de las artes escénicas y de la tauromaquia en España durante el año precedente. El promotor de los galardones es la cadena de hoteles Ercilla, con sede en Bilbao y los Premios se entregan anualmente en la capital vizcaína.

## Palmarés

### XXXVI Edición, 2019
Teatro
- Mejor intérprete femenina: Aitana Sánchez-Gijón por La vuelta de Nora
- Mejor intérprete masculino: José María Pou por Viejo amigo Cicerón
- Mejor actriz revelación: Malena Gutiérrez por Copenhague
- Mejor actor revelación:
- Premio a la trayectoria artística: Miguel Rellán
- Mejor creación dramática: Kamikace por Jauría
- Mejor espectáculo teatral: Dido & Aeneas de Teatro Arriaga
- Mejor producción vasca: Ay Carmela de Pabellón 6
- Mejor labor teatral: Festival de Teatro Santurtzi

Toros
- Triunfador de la Feria de Bilbao: Paco Ureña

- Rejoneador triunfador de la Feria de Bilbao:
- Mejor faena: Pablo Aguado
- Matador revelación:
- Novillero revelación: Tomás Rufo
- Premio superación: Mariano de la Viña
- Premio Manolo Chopera al fomento de la fiesta: Los cirujanos taurinos Carlos Val-Carreres y Máximo García

### XXXV Edición, 2018
Teatro
- Mejor intérprete femenina: María Hervás por Iphigenia en Vallecas
- Mejor intérprete masculino: José Luis Gómez por Unamuno, venceréis pero no convenceréis
- Mejor actriz revelación: Natalia Huarte por El perro del hortelano
- Mejor actor revelación: Luis Bermejo por Mundo Obrero
- Premio a la trayectoria artística: José Sacristán
- Mejor creación dramática: La ternura de Teatro de la Abadía
- Mejor espectáculo teatral: Lehman Trilogy de Barco Pirata
- Mejor producción vasca: Solitudes de Kulunka Teatro
- Mejor labor teatral: Umore Azoka de Leioa

Toros
- Triunfador de la Feria de Bilbao: Diego Urdiales

- Rejoneador triunfador de la feria de Bilbao: Lea Vicens
- Mejor faena: Roca Rey
- Matador revelación: Emilio de Justo
- Novillero revelación: Francisco de Manuel
- Premio superación: Manolo Vanegas
- Premio Manolo Chopera al fomento de la fiesta: Juan José Padilla

### XXXIV Edición, 2017
Teatro
- Mejor intérprete femenina: Alicia Borrachero por Tierra del fuego.
  - Nominaciones: Julia Gutiérrez Caba, Esther Isla, Silvia Marsó y Adriana Ozores.
- Mejor intérprete masculino: Juan Echanove por Sueños.
  - Nominaciones: Ricardo Darín, José María Flotats, Lluis Homer y Miguel Rellán.
- Mejor intérprete de reparto: Paco Obregón.
- Premio revelación: Samuel Viyuela por Yo, Feuerbach.
- Premio a la trayectoria artística: Juan Diego
- Mejor creación dramática: En la orilla de K producciones.
- Mejor espectáculo teatral: Obabakoak
- Mejor producción vasca: Alicia después de Alicia de Kabia Teatro.
- Mejor labor teatral: Las compañías de Pabellón 6 "La joven compañía" y "El laboratorio".

### XXXIII Edición, 2016
Teatro
- Mejor intérprete femenina: Nuria Mencía por La respiración.
  - Nominaciones: Lola Herrera, Candela Peña y Manuela Velasco.
- Mejor intérprete masculino: Eduard Fernández por Panorama desde el puente.
  - Nominaciones: Israel Elejalde, Carmelo Gómez, Pablo Gómez-Pando y Carlos Hipólito
- Premio revelación: Camila Viyuela por La respiración.
- Premio a la trayectoria artística: Magüi Mira.
- Mejor creación dramática: La clausura del amor.
- Mejor espectáculo teatral: El Grito en el cielo.
- Mejor producción vasca: El sueño de una noche de verano del Teatro Arriaga
- Mejor labor teatral: Jesús Cimarro, empresario, productor y director del Festival de Mérida.

Toros
- Triunfador de la Feria de Bilbao: Diego Urdiales.
- Matador revelación: López Simón.
- Premio superación: Miguel Abellán.
- Premio Manolo Chopera al fomento de la fiesta: Escuela Taurina de Salamanca.

### XXXII Edición, 2015
Teatro
- Mejor intérprete femenina: Aitana Sánchez-Gijón por Medea.
  - Nominaciones: María Adánez, Lola Baldrich, Vicky Peña y Blanca Portillo.
- Mejor intérprete masculino: Adrián Lastra por El discurso del rey.
  - Nominaciones: Mario Gas, Antonio Molero, Arturo Querejeta y Tristán Ulloa
- Mejor intérprete de reparto: Consuelo Trujillo por Medea
- Premio revelación: Ylenia Baglieto por La gaviota.
- Premio a la trayectoria artística: Héctor Alterio.
- Mejor creación dramática: Pancreas.
- Mejor espectáculo teatral: El grito en el cielo.
- Mejor producción vasca: Amour del Teatro Arriaga
- Mejor labor teatral: Espacio cultural Pabellón 6.

Toros
- Triunfador de la Feria de Bilbao: José Garrido.
- Matador revelación: Roca Rey.
- Novillero revelación: Pablo Aguado.
- Premio superación: Javier Castaño.
- Premio Manolo Chopera al fomento de la fiesta: Escuela Taurina de Salamanca.

### XXXI Edición, 2014
Teatro
- Mejor intérprete femenina: María Galiana por Conversaciones con Mamá.
  - Nominaciones: Ana Belén, Beatriz Carvajal, Verónica Forqué y Lola Herrera.
- Mejor intérprete masculino: Sergio Peris-Mencheta por Julio César.
  - Nominaciones: Héctor Alterio, Asier Etxeandia, Javier Gutiérrez y Ángel Ruiz.
- Premio revelación: Lucía Quintana por Maribel y la extraña familia.
- Premio a la trayectoria artística: Rafael Álvarez.
- Mejor intérprete de reparto: Fernando Sansegundo por La verdad sospechosa.
- Mejor creación dramática: Emilia.
- Mejor espectáculo teatral: Los Miserables,
- Mejor labor teatral: Emilio Sagi.

Toros:
- Triunfador de la Feria de Bilbao: Miguel Ángel Perera.
- Premio a la Superación: David Mora
- Premio revelación: Paco Ureña.
- Novillero revelación: José Garrido
- Manolo Chopera a Taurinos de Leyenda: Ignacio Álvarez Vara "Barquerito".

### XXX Edición, 2013
Teatro
- Mejor intérprete femenina: Vicky Peña por El diccionario.
  - Nominaciones: Norma Aleandro, Silvia Marsó y Blanca Portillo.
- Mejor intérprete masculino: José Sacristán por Yo soy Don Quijote de la Mancha.
  - Nominaciones: Carlos Hipólito, Luis Merlo y Fernando Tejero.
- Premio revelación: Mireia Aixalá por ¿Quién teme a Virginia Woolf?.
- Premio a la trayectoria artística: Emilio Gutiérrez Caba.
- Mejor creación dramática: La vida es sueño.
- Mejor espectáculo teatral: Guerra y Paz.
- Mejor labor teatral: Ramón Barea.

Toros:
- Triunfador de la Feria de Bilbao: Julián López y Enrique Ponce.
- Premio a la Superación: Manuel Escribano
- Premio revelación: Juan del Álamo.
- Manolo Chopera a Taurinos de Leyenda: Vitorino Martín.

### XXIX Edición, 2012
Teatro
- Mejor intérprete femenina: Carmen Machi por Juicio a una zorra.
  - Nominaciones: Nuria Espert y Laia Marull
- Mejor intérprete masculino: Antoni Comas por Amadeu.
  - Nominaciones: Juan Echanove, Fernando Cayo, José Sacristán y Etelvino Vázquez.
- Mejor intérprete de reparto: Joan Crosas por My Fair Lady
- Premio revelación: Iratxe García Uriz por La importancia de llamarse Ernesto.
- Mejor creación dramática: De ratones y hombres.
- Mejor espectáculo teatral: La Bella y la Bestia.
- Mejor labor teatral: Jaime Azpilicueta.
- Premio a la trayectoria artística: Manuel Galiana.

Toros
- Premio revelación: Javier Castaño y Conchi Ríos.
- Triunfador de la Feria de Bilbao: Julián López.
- Premio a la superación: Juan José Padilla
- Premio torero de leyenda: El Viti.

### XXVIII Edición, 2011
Teatro
- Mejor intérprete femenina: Julieta Serrano por La sonrisa etrusca.
  - Nominaciones: Natalia Dicenta, Nuria Espert y Carmen Machi.
- Mejor intérprete masculino: Carmelo Gómez por Eiling.
  - Nominaciones: Héctor Alterio, Manuel de Blas y José María Flotats.
- Mejor intérprete de reparto: Emilio Gavira por La caída de los dioses.
  - Nominaciones: María Adánez, Ana Labordeta y Montse Plá.
- Mejor espectáculo teatral: Beaumarchais.
- Mejor creación dramática: La caída de los Dioses
- Premio revelación: Olaia Gil.
- Premio a la trayectoria artística: Gemma Cuervo.[8]

Toros
- Premio Arte, Saber y Toros: Morante de la Puebla.
- Premio revelación: David Mora e Iván Fandiño.
- Triunfador de la Feria de Bilbao: Morante de la Puebla.
- Premio Manolo Chopera al fomento de la fiesta: Aula Taurina de la Universidad de Almería.

### XXVII Edición, 2010
Teatro
- Mejor intérprete femenina: Silvia Marsó por Casa de muñecas.
  - Nominaciones: Luisa Martín y Blanca Oteyza.
- Mejor intérprete masculino: José Luis Gil por Ser o no ser.
  - Nominaciones: Carlos Hipólito, Juan Luis Galiardo, Miguel Ángel Solá y José María Pou.
- Mejor espectáculo teatral: Chicago.
- Mejor creación dramática: Platonov
- Premio revelación: Vicente Romero.
- Mejor intérprete de reparto:Asunción Balaguer por El Pisito.
- Premio a la trayectoria artística: Charo López.

Toros
- Premio Arte, Saber y Toros: Enrique Ponce.
- Premio revelación: Juan del Álamo.
- Triunfador de la Feria de Bilbao: Enrique Ponce, Julián López y José María Manzanares.
- Premio Manolo Chopera al fomento de la fiesta: Consejo de Administración de la Plaza de toros de Santander.

### XXVI Edición, 2009
Teatro
- Mejor intérprete femenina: Maribel Verdú por Un dios salvaje.
  - Nominaciones: Miren Ibarguren, Natalia Millán, Aitana Sánchez-Gijón, Concha Velasco.
- Mejor intérprete masculino: Roberto Álamo por Urtain.
  - Nominaciones: José María Flotats, Ramón Fonserè, Carmelo Gómez y José María Pou.
- Mejor espectáculo teatral: Trilogía della Villeggiatura.
- Mejor creación dramática: La omisión de la familia Coleman
- Premio revelación: Rubén de Eguía por La vida por delante.
- Mejor intérprete de reparto:Julia Trujillo por El enfermo imaginario.
- Premio a la trayectoria artística: María Luisa Merlo.

Toros
- Premio Arte, Saber y Toros: Enrique Ponce.
- Triunfador de la Feria de Bilbao: José María Manzanares.

### XXV Edición, 2008
Teatro
- Mejor intérprete femenina: Carmen del Valle por La Montaña Rusa.
  - Nominaciones: Silvia Abascal, Nuria Gallardo, Elisa Matilla, Blanca Portillo.
- Mejor intérprete masculino: Asier Etxeandia por Barroco.
  - Nominaciones: Sancho Gracia, Javier Gutiérrez y Alfredo Alcón.
- Mejor espectáculo teatral: El Rey Lear'.
- Mejor creación dramática: Argelino, servidor de dos amos
- Premio revelación: Lluvia Rojo por Don Juan, el Burlador de Sevilla.
- Mejor intérprete de reparto:Roberto Quintana por Los Persas.
- Premio a la trayectoria artística: Fernando Guillén.

Toros
- Premio Arte, Saber y Toros: Morante de la Puebla.
- Triunfador de la Feria de Bilbao: Enrique Ponce.
- Rejonador Triunfador de la Semana Grande de Bilbao: Pablo Hermoso de Mendoza.
- Novillero revelación: Octavio Gracia 'El Payo'.
- Premio Manolo Chopera al fomento de la fiesta: Francisco Cano.

### XXIV Edición, 2007
Teatro
- Mejor intérprete femenina: Blanca Portillo por Afterplay.
  - Nominaciones: Ana Belén, Carmen Machi y Amparo Pamplona.
- Mejor intérprete masculino: José Pedro Carrión por Cyrano.
  - Nominaciones: Rafael Álvarez El Brujo, Lluis Homar y Helio Pedregal.
- Mejor espectáculo teatral: Marat-Sade'.
- Mejor creación dramática: Los que ríen los últimos
- Premio revelación: Isabel Aboy por La mujer que se parecía a Marylin.
- Mejor intérprete de reparto:Elisenda Ribas por Demasiado humano.
- Premio a la trayectoria artística: Pepe Rubio.

Toros
- Premio Arte, Saber y Toros: Manuel Jesús El Cid.
- Triunfador de la Feria de Bilbao: Manuel Jesús El Cid.
- Novillero revelación: Rubén Pinar.
- Premio Manolo Chopera al fomento de la fiesta: Manolo Molés.

### XXIII Edición, 2006
Teatro
- Mejor intérprete femenina: Concha Velasco por Filomena Marturano.
- Mejor intérprete masculino: Juan José Otegui por Visitando al Sr. Green.
- Mejor espectáculo teatral: Plataforma.
- Mejor creación dramática: La cabra o ¿quién es Sylvia?
- Premio revelación: Claudia Giráldez.
- Mejor intérprete de reparto:Alicia Hermida.
- Premio a la trayectoria artística: Nuria Espert.

Toros
- Premio Arte, Saber y Toros: Enrique Ponce.
- Triunfador de la Feria de Bilbao: Sebastián Castella.
- Mejor Novillero: Daniel Luque.
- Mejor rejoneador: Pablo Hermoso de Mendoza.
- Premio Manolo Chopera al fomento de la fiesta: Tendido Cero.

### XXII Edición, 2005
Teatro
- Mejor intérprete femenina: María Botto por El zoo de cristal.
  - Nominaciones: Natalia Dicenta y Kiti Mánver
- Mejor intérprete masculino: José María Pou por El rey Lear.
  - Nominaciones: Carles Canut y Manuel Galiana.
- Mejor espectáculo teatral: El rey Lear.
- Mejor creación dramática: Hamelin
- Premio revelación: Leticia Martín.
- Mejor intérprete de reparto:Juan José Otegui.
- Premio a la trayectoria artística: Lola Herrera.

Toros
- Premio Arte, Saber y Toros: Julián López.
- Triunfador de la Feria de Bilbao: Juan José Padilla.
- Premio Manolo Chopera al fomento de la fiesta: Alfonso Ybarra.

### XXI Edición, 2004
Teatro
- Mejor intérprete femenina: Rosa María Sardá por Wit.
  - Nominaciones: Norma Aleandro, Kiti Mánver y Blanca Oteyza
- Mejor intérprete masculino: José Sacristán por Almacenados.
  - Nominaciones: Carlos Hipólito, Miguel Ángel Solá y Héctor Alterio.
- Mejor espectáculo teatral: Historia de una escalera de Antonio Buero Vallejo.
- Mejor creación dramática: El método Gronholm de Jordi Galcerán
- Premio revelación: Eloy Azorín por El retrato de Dorian Gray.
- Mejor intérprete de reparto: Walter Vidarte por Hamlet.
- Premio a la trayectoria artística: Amparo Baró.

Toros
- Premio Arte, Saber y Toros: José María Manzanares.
- Triunfador de la Feria de Bilbao: Salvador Vega.
- Premio Manolo Chopera al fomento de la fiesta: Club Cocherito de Bilbao.

### XX Edición, 2003
Teatro
- Mejor intérprete femenina: María Fernanda D'Ocón.
  - Nominaciones: María José Goyanes, Blanca Portillo y Maribel Verdú.[15]
- Mejor intérprete masculino: Javier Cámara.
  - Nominaciones: Juan Manuel Cifuentes, Fernando Delgado y Gerardo Malla
- Mejor intérprete de reparto:Francisco Piquer.
  - Nominaciones: Jordi Dauder y Amparo Climent.
- Premio revelación: Carmen Morales.
  - Nominaciones: África Gozalbes, Cristóbal Suárez.
- Mejor espectáculo teatral: Las bicicletas son para el verano.
- Premio a la trayectoria artística: Julia Gutiérrez Caba.

Toros
- Premio Arte, Saber y Toros: Enrique Ponce.
- Triunfador de la Feria de Bilbao: César Jiménez.
- Novillero revelación: Pedro Gutiérrez Lorenzo.
- Mejor rejoneador: Pablo Hermoso de Mendoza.
- Premio Manolo Chopera al fomento de la fiesta: Vocento.

### XIX Edición, 2002
Teatro
- Mejor intérprete femenina: Concha Velasco por Hello Dolly.
  - Nominaciones: Charo López, Analía Gadé y Emma Suárez
- Mejor intérprete masculino: Emilio Gutiérrez Caba por El Príncipe y la Corista.
  - Nominaciones: Rafael Álvarez El Brujo y Paco Maestre
- Mejor intérprete de reparto:Manuel Andrés por Atraco a las tres.
  - Nominaciones: Jordi Dauder y Amparo Climent.
- Premio revelación: María Adánez por El Príncipe y la corista y Mónica López por Las criadas.
- Mejor creación dramática: Ópera de cuatro cuartos.
  - Nominaciones: Los puentes de Madison, Las criadas, Vivir como cerdos, Edipo XXI.
- Mejor espectáculo teatral: Tío Vania.
  - Nominaciones: Hello Dolly, Mesías, Macbeth y Medea.
- Premio a la trayectoria artística: Amparo Rivelles.

- Toros: 
  - Triunfador de la Feria de Bilbao: Julián López.

### XVIII Edición, 2001
Teatro
- Mejor intérprete femenina: Luisa Martín por El verdugo.
- Mejor intérprete masculino: Pepón Nieto por La cena de los idiotas.
- Mejor intérprete de reparto:Manuel Alexandre por Atraco a las tres.
- Premio revelación: Toni Acosta por La tentación vive arriba.
- Mejor espectáculo teatral: La bella Helena de Dagoll Dagom y El Tricicle.

### XVII Edición, 2000
Teatro
- Mejor intérprete femenina: Ana Marzoa por Madrugada.
  - Nominaciones: Alicia Agut y Amparo Rivelles.
- Mejor intérprete masculino: Carlos Hipólito por Arte.
  - Nominaciones: Juan Diego Botto, Agustín González.
- Premio revelación: Jofré Borrás por Cacao.
- Mejor creación dramática: La vida es sueño de Calderón de la Barca.
- Mejor espectáculo teatral: El cementerio de automóviles de Fernando Arrabal.
- Premio a la trayectoria artística: Paco Valladares.

Toros
- Premio Arte, Saber y Toros: Julián López.
- Triunfador de la Feria de Bilbao: Juan José Padilla.
- Premio revelación: Javier Castaño.

### XVI Edición, 1999
Teatro
- Mejor intérprete femenina: Berta Riaza por Las mujeres sabias.
  - Nominaciones: Nati Mistral, Analía Gade y Núria Espert
- Mejor intérprete masculino: Federico Luppi.
  - Nominaciones: José Pedro Carrión, Manuel de Blas y Juan Diego.
- Premio a la trayectoria artística: Arturo Fernández.
- Mejor creación dramática: La tragedia del rey Ricardo III.
- Mejor espectáculo teatral: Galileo.

Toros
- Premio Arte, Saber y Toros: Enrique Ponce.
- Triunfador de la Feria de Bilbao: El Juli.

### XV Edición, 1998
Teatro
- Mejor intérprete femenina: Nuria Espert.
- Mejor intérprete masculino: Juan Echanove.
- Premio revelación: Anne Igartiburu por Odio a Hamlet y Montse Puga por Políticamente incorrecto.
- Premio a la trayectoria artística: Pedro Osinaga.
- Mejor creación dramática: Divinas palabras de Atalaya
- Mejor espectáculo teatral: Fausto 3.0 de La Fura dels Baus.

Toros
- Triunfador de la Feria de Bilbao: Enrique Ponce.
- Premio revelación: Julián López y Domingo López Chaves.

### XIV Edición, 1997
Teatro
- Premio a la trayectoria artística: Florinda Chico.

### XIII Edición, 1996
Teatro
- Mejor intérprete femenina: Amparo Baró por Destino Broadway.
- Mejor intérprete masculino: Carlos Ballesteros por La gata sobre el tejado de zinc caliente.
- Premio a la trayectoria artística: Adolfo Marsillach y Encarna Paso.
- Mejor espectáculo: Los borrachos de Antonio Álamo.

### XII Edición, 1995
Teatro
- Mejor intérprete femenina: Magüi Mira por Cristales rotos.
  - Nominaciones: Julia Gutiérrez Caba, María Luisa Merlo, Isabel Mestres.
- Mejor intérprete masculino: Rafael Álvarez.
  - Nominaciones: José Sacristán, Fernando Delgado, Luis Merlo.
- Premio revelación: Lola Baldrich por Tres sombreros de copa.
- Premio a la trayectoria artística: Antonio Gala.

### XI Edición, 1994
Teatro
- Mejor intérprete femenina: Nuria Torray por Mi querida familia.
  - Nominaciones: Charo López, Amparo Rivelles, Nuria Espert y María Jesús Valdés.
- Mejor intérprete masculino: Gerardo Malla por El último amante.
  - Nominaciones: Lluís Homar, José Luis Pellicena, José Pedro Carrión y Rafael Álvarez.
- Premio revelación: Maruchi León por El zoo de cristal'.
- Premio a la trayectoria artística: Mary Carrillo y Concha Velasco.

Toros
- Triunfador de la Feria de Bilbao: Juan Mora.
- Premio revelación: Javier Conde.

### X Edición, 1993
Teatro
- Mejor intérprete femenina: Esperanza Roy por Yo amo a Shirley Valantine.
- Mejor intérprete masculino: José Pedro Carrión por El mercader de Venecia.
- Premio revelación: Alicia León por Melocotón en almíbar y Justi Larrínaga por Fascinación.
- Mejor creación dramática: El mercader de Venecia de William Shakespeare, dirigida por José Carlos Plaza.
- Mejor espectáculo teatral: El sueño de una noche de verano de William Shakespeare.
- Mejor labor teatral: Gerardo Malla.

Toros
- Triunfador de la Feria de Bilbao: Juan Antonio Ruiz "Espartaco".

### IX Edición, 1992
Teatro
- Mejor intérprete femenina: Nina por Cabaret.
- Mejor intérprete masculino: Juan Llaneras por El viaje infinito de Sancho Panza.
- Mejor creación dramática: Perdidos en Yonkers de Carlos Arniches, con dirección de John Strasberg.
- Mejor labor teatral: Ángel García Moreno.

### VIII Edición, 1991
Teatro
- Mejor intérprete femenina: Amparo Larrañaga por Una pareja singular.
- Mejor intérprete masculino: Manuel de Blas por La señorita de Trevelez.
- Premio revelación: Cayetana Guillén Cuervo por Entre bobos anda el juego.
- Mejor creación dramática: La señorita de Trevelez de Carlos Arniches, con dirección de John Strasberg.
- Mejor espectáculo teatral: La dama duende de Calderón de la Barca, dirigido por José Luis Alonso.

### VII Edición, 1990
Teatro
- Mejor intérprete femenina: Amparo Rivelles por La loca de Chaillot.
- Mejor intérprete masculino: José Sacristán por Las guerras de nuestros padres.
- Premio revelación: Paula Sebastián por Etiqueta Negra.
- Mejor creación dramática: Woza Albert de Peter Brook.
- Mejor espectáculo teatral: El vergonzoso en palacio de Tirso de Molina, dirigido por Adolfo Marsillach.

### VI Edición, 1989
Teatro
- Mejor intérprete femenina: Charo López por Hay que deshacer la casa.
- Mejor intérprete masculino: José Luis Gómez por Azaña.
- Premio revelación: Grupo Casting por Amantes y otros extraños.
- Mejor creación dramática: El hombre deshabitado de Rafael Alberti

### V Edición, 1988
Teatro
- Mejor intérprete femenina: Nuria Moreno Espert.
- Mejor intérprete masculino: Jesús Puente.
- Premio revelación: Itziar Lazkano.

### IV Edición, 1987
Teatro
- Mejor espectáculo teatral: Las Bacantes de La Cuadra de Sevilla.

### III Edición, 1986
Teatro
- Mejor intérprete femenina: Natalia Dicenta por Bajarse al moro.
- Mejor intérprete masculino: Rafael Álvarez "El Brujo" por La taberna fantástica.

### II Edición, 1985
Teatro
- Mejor intérprete femenina: Magüi Mira por Una pareja abierta.
- Mejor intérprete masculino: Carlos Lemos por Luces de Bohemia.
- Mejor espectáculo: Exit de El Tricicle.
- Mejor creación dramática: Sebastián Junyent por Hay que deshacer la casa.

### I Edición, 1984
Teatro
- Mejor intérprete femenina: Mary Carrillo por Buenas noches, madre.
- Mejor intérprete masculino: Ismael Merlo por Diálogo secreto.
- Mejor espectáculo teatral: Buenas noches, madre.